# Scottevest

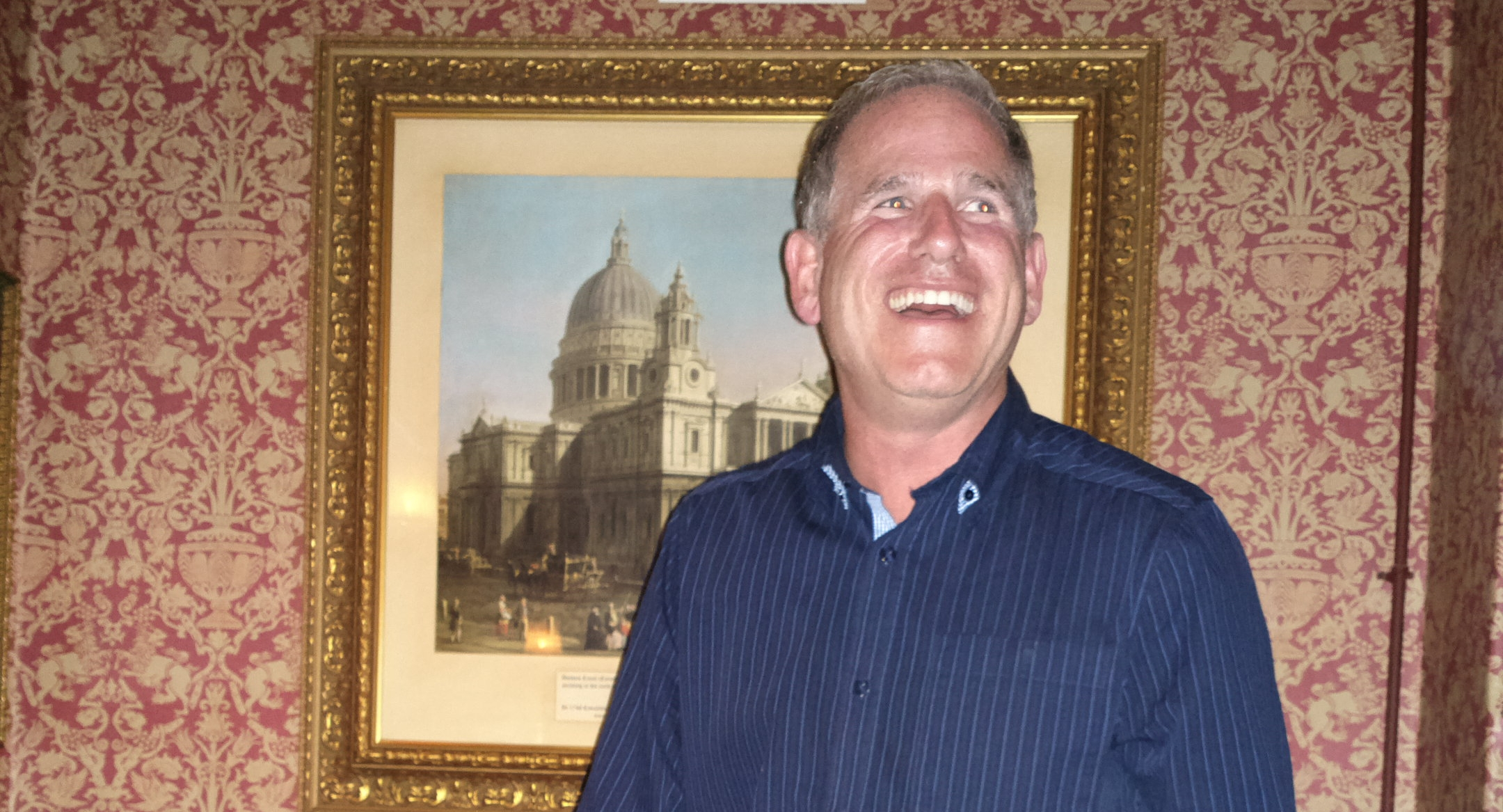
Scott Jordan, fundador y director ejecutivo de ScotteVest Inc.

ScotteVest, Inc. (estilizada corporativamente como "SCOTTEVEST, INC.") es una compañía estadounidense situada en Scottevest Ketchum (Idaho), que se creó en el año 2000, junto con su filial TEC-Technology Enabled Clothing, Inc. (TEC), para diseñar y fabricar una línea completa de ropa de viaje con un sistema de conductos patentado (Patente de EE. UU. # RE40613) que gestiona y controla los cables de los dispositivos electrónicos personales (iPhones, BlackBerrys, teléfonos móviles, iPods, reproductores portátiles de audio digital). Todos los productos SeV tienen bolsillos especializados y compartimentos para alojar dichos dispositivos. USA Today citó a SeV como una alternativa al pago por los viajeros de bolsas adicionales en los vuelos. Scottevest Travel Clothing (traducido por ScotteVest Ropa de Viaje) también se conoce comúnmente como ScotteVest / SEV o SEV.
Los productos de Scottevest Travel Clothing están considerados como accesorios para el iPod y el iPad y sus cifras de ventas son parte del millón de millones de US$ gastados anualmente en los accesorios del iPod. El Mercado de la informática vestible se prevé que tenga un valor de $ 7 mil millones de dólares para el año 2014.
En mayo de 2010, ScotteVest fue citada como una línea de ropa con bolsillo compatible con el iPad de Apple en el Wall Street Journal y la función también se demostró en el Today Show de NBC.